# John Elliott (Boxer, 1901)
John „Jack“ Elliott (* 12. Oktober 1901 in Hoxton, London; † 3. Juli 1945 in Balikpapan, Kalimantan Timur, Indonesien) war ein britischer Boxer.

## Sportlerkarriere
Elliott gewann beim olympischen Boxturnier der Olympischen Sommerspiele 1924 in Paris die Silbermedaille im Mittelgewicht. Im Finale unterlag er seinem Landsmann Harry Mallin nach Punkten.
1925 wechselt Elliott ins Profilager. Von zwölf Kämpfen, die er bis 1930 als professioneller Boxer bestritt, gewann er zwei, verlor neun und holte ein Unentschieden.

## Späteres Leben
Nach seiner Olympiateilnahme emigrierte Elliott 1927 nach Australien. Am 8. April 1941 trat er in Paddington, New South Wales, in die Australian Army ein. Er wurde 1943 im Range eines Staff Sergeants entlassen, um fortan als Kriegsberichterstatter zu arbeiten. Elliott berichtete für den Sender ABC aus dem pazifischen Raum einschließlich Neuguinea, den Philippinen und Borneo. Am 3. Juli 1945, als er über die Invasion von Balikpapan berichtete, wurde Elliott zusammen mit einem Journalistenkollegen durch Friendly Fire eines australischen Maschinengewehr-Schützen, der die beiden für japanische Soldaten hielt, erschossen. Andere Quellen berichten, dass er ein Opfer eines japanischen Scharfschützen wurde.